# Domart-en-Ponthieu
 Domart-en-Ponthieu  (flämisch: Sint-Medard) ist eine französische Gemeinde mit 1066 Einwohnern (Stand 1. Januar 2022) im Département Somme in der Region Hauts-de-France. Sie gehört zum Arrondissement  Amiens und war bis 2015 Hauptort des Kantons Flixecourt.
Zu Domart-en-Ponthieu gehört der Ortsteil La Haye.

## Bevölkerungsentwicklung
| Jahr      | 1962 | 1968 | 1975 | 1982 | 1990 | 1999 | 2007 |
| Einwohner | 1136 | 1150 | 1152 | 1175 | 1107 | 1126 | X    |

## Sehenswürdigkeiten
- Maison des „Templiers“ (15. Jahrhundert)
- Runder Turm als Rest der Burg
- Kirche Saint-Médard (12. und 17. Jahrhundert)
- Kapelle von La Madeleine
- Kapelle von La Haye
- Schloss La Haye

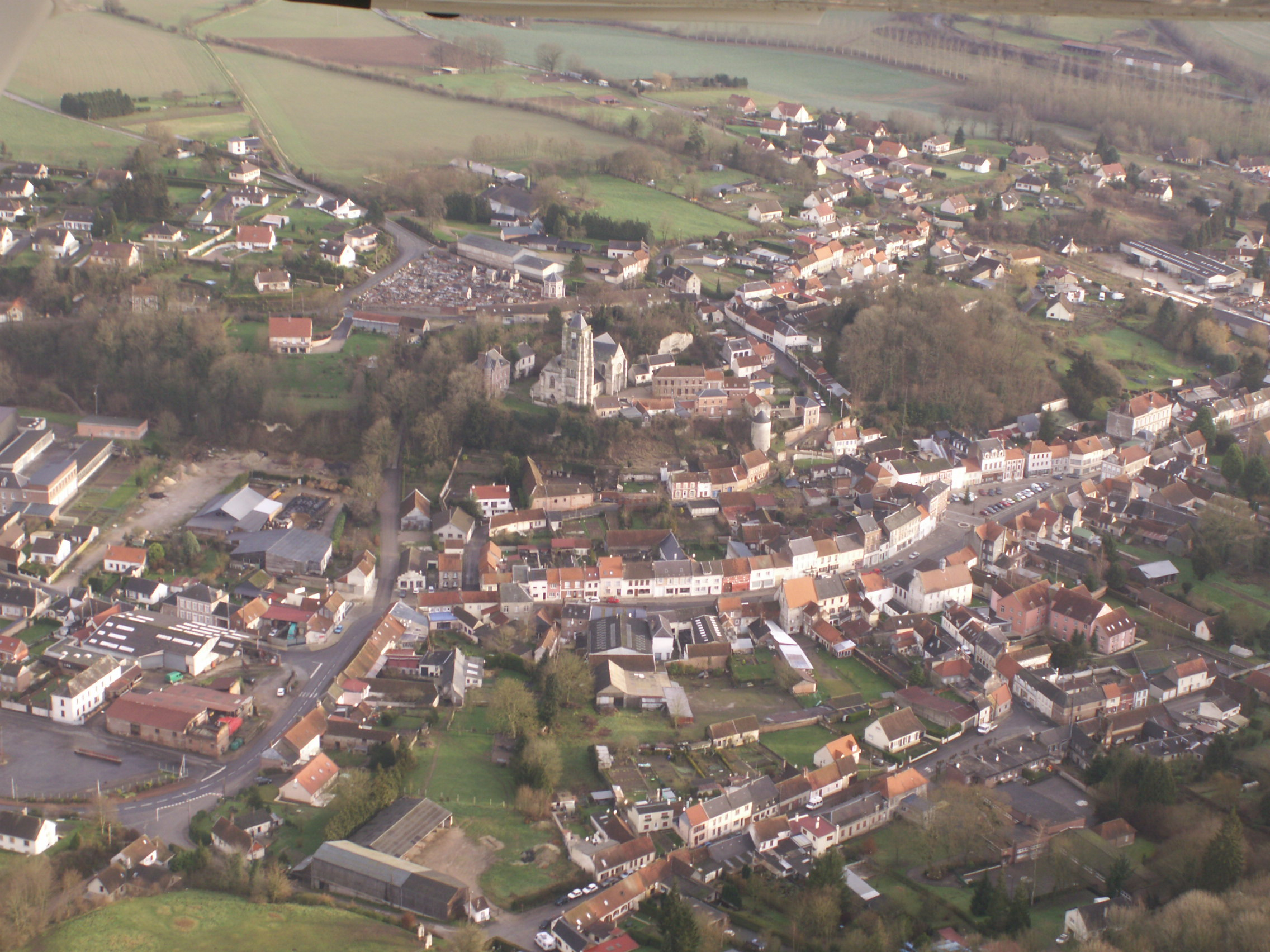
Luftbild
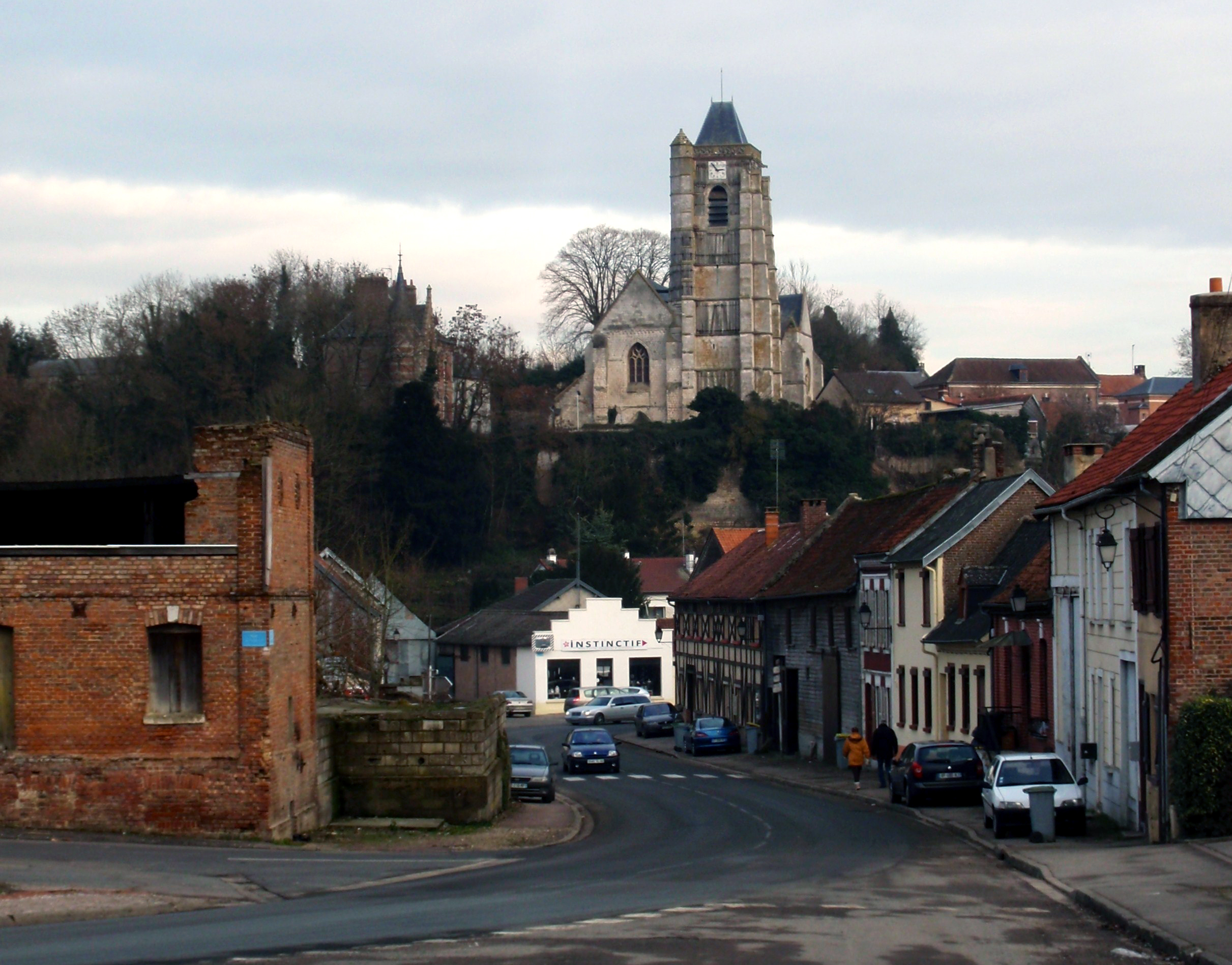
Ortsansicht
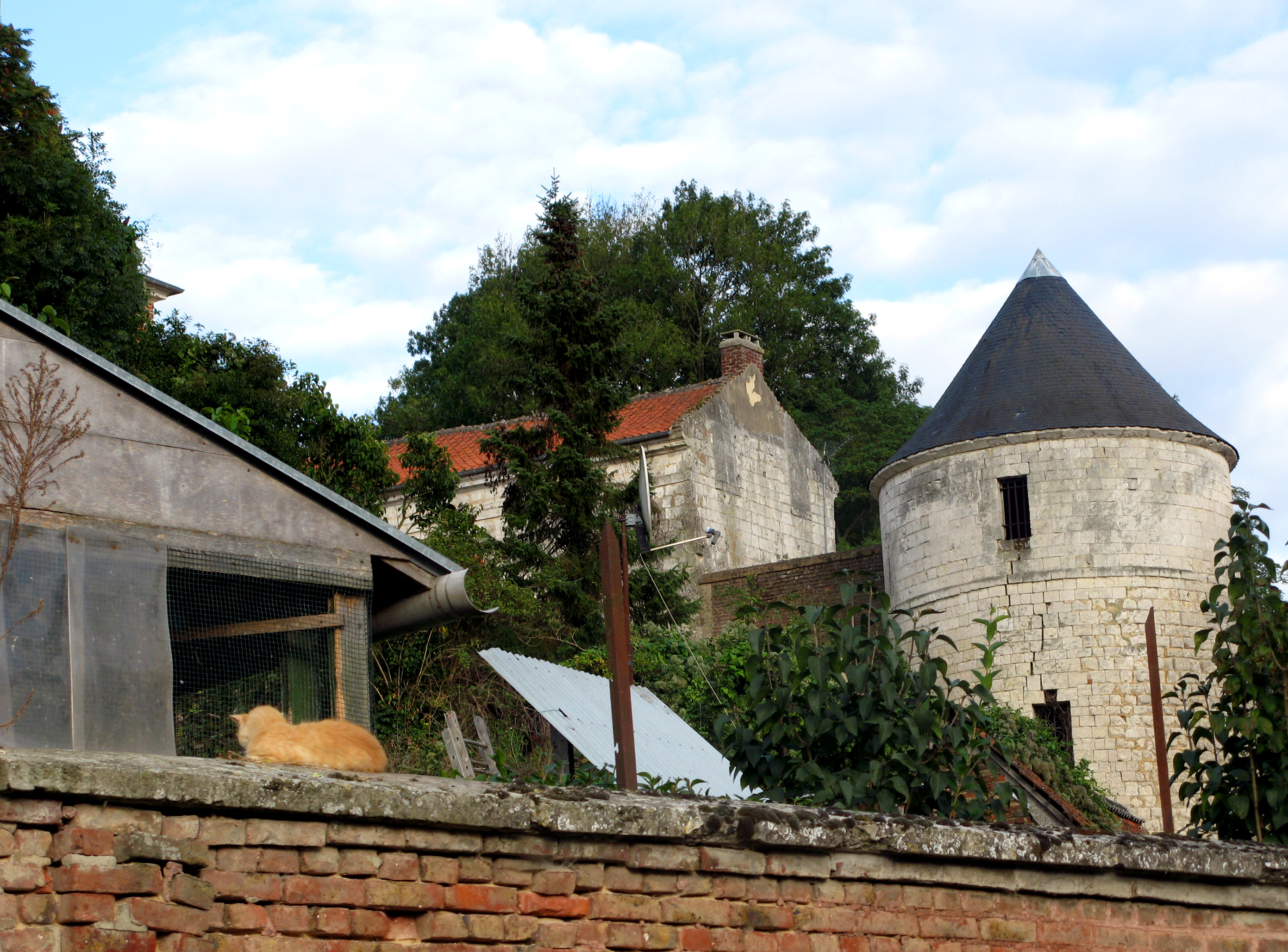
Tour ronde